# La Ferté-sous-Jouarre
La Ferté-sous-Jouarre is een gemeente in het Franse departement Seine-et-Marne (regio Île-de-France). La Ferté-sous-Jouarre telde op 1 januari 2022 10.004 inwoners. De plaats maakt deel uit van het arrondissement Meaux.
Van de 15e eeuw tot het midden van de 20e eeuw werd hier een zandsteensoort met kiezelzuur gedolven die gebruikt werd voor molenstenen.

## Geschiedenis
Al in de 15e eeuw werden hier molenstenen gemaakt. In 1789 waren er 3.000 arbeiders actief in deze industrie. Tegen het midden van de 19e eeuw waren dit 1.500 tot 2.000 arbeiders. Meer dan twintig ondernemingen produceerden toen jaarlijks meer dan 20.000 molenstenen die over de hele wereld werden geëxporteerd. De stenen werden over de Marne vervoerd. Een rivierhaven werd aangelegd waarvoor afgekeurde molenstenen werden gebruikt. Later werden molenstenen ook vervoerd per spoor. In de tweede helft van de 19e eeuw liep de vraag naar molenstenen terug. In 1951 sloot de laatste firma, Société Générale Meulière, de deuren. Deze firma was in 1881 opgericht door het samengaan van negen fabrikanten.

## Geografie
De plaats ligt aan samenvloeiing van de Petit Morin en de Marne. De oppervlakte van La Ferté-sous-Jouarre bedroeg op 1 januari 2022 10,06 vierkante kilometer; de bevolkingsdichtheid was toen 994,4 inwoners per km². 
De onderstaande kaart toont de ligging van La Ferté-sous-Jouarre met de belangrijkste infrastructuur en aangrenzende gemeenten.

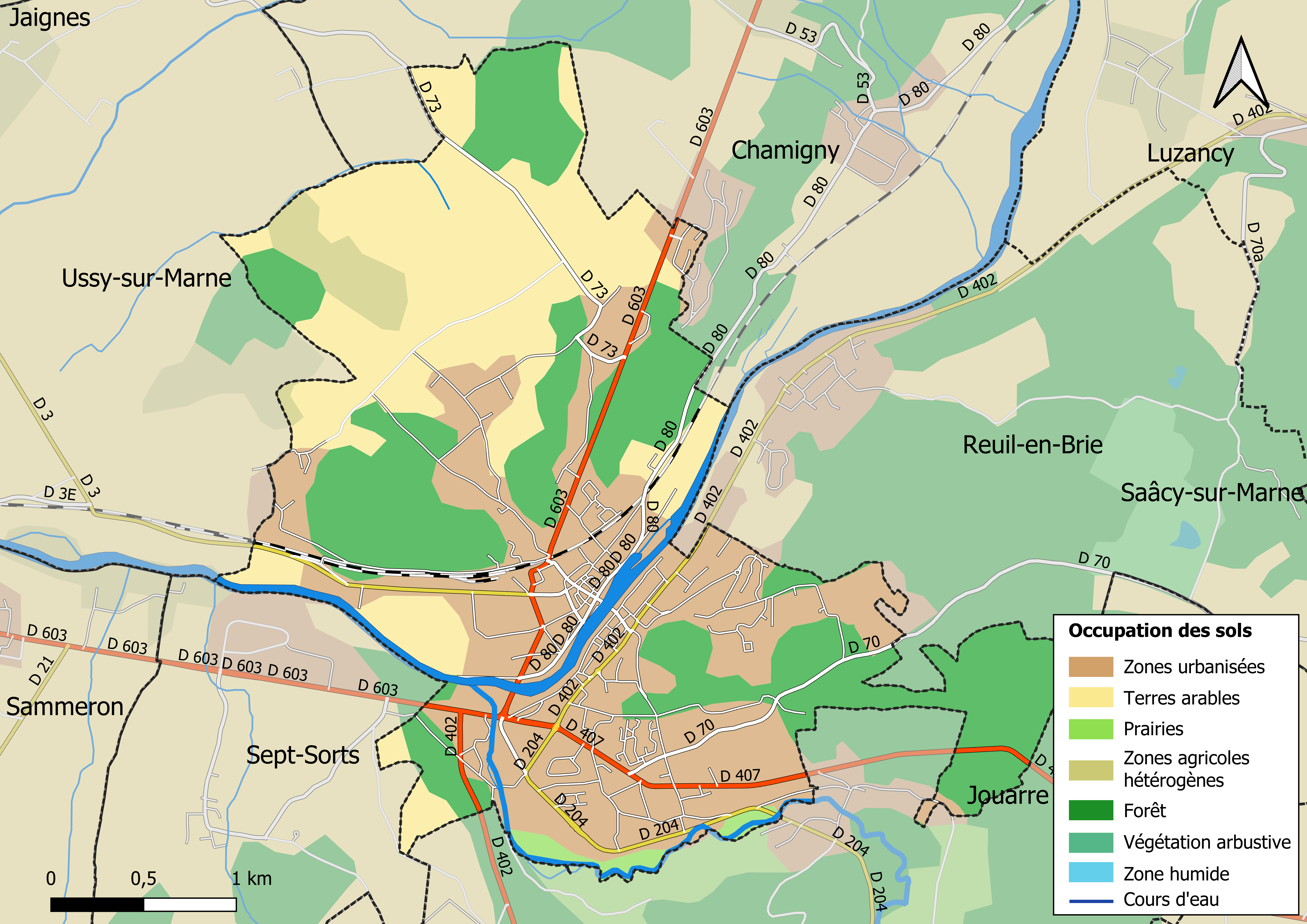

## Verkeer
In de plaats ligt het station La Ferté-sous-Jouarre, aan de spoorlijn Paris-Est - Strasbourg. La Ferté-sous-Jouarre ligt ook aan de departementale weg D603.

## Demografie
Onderstaande figuur toont het verloop van het inwonertal (bron: INSEE-tellingen).

## Sport
Tijdens de Ronde van Frankrijk 2003 was de plaats startpunt van de tweede etappe.

## Geboren
- Hendrik I van Bourbon-Condé (1552-1588), leider van de hugenoten
- Frans van Bourbon (1558-1614), Franse prins
- Louis Latouche (1829-1883), kunstschilder

## Overleden
- Charles Henri Frédéric van Capellen (1809-1886), Nederlands militair